# ITF Anning
Das ITF Anning (offiziell: $100,000 Anning) ist ein Tennisturnier des ITF Women’s Circuit, das in Anning (Kunming), im Hot Springs Tennis Center auf Sandplatz ausgetragen wird.

## Siegerliste

### Einzel
| Jahr                    | Siegerin     | Finalgegnerin | Ergebnis              |
| ----------------------- | ------------ | ------------- | --------------------- |
| ↓ Kategorie: $50.000 ↓  |              |               |                       |
| 2014                    | Zheng Saisai | Jovana Jakšić | 6:2, 6:3              |
| ↓ Kategorie: $75.000 ↓  |              |               |                       |
| 2015                    | Zheng Saisai | Han Xinyun    | 6:4, 3:6, 6:4         |
| ↓ Kategorie: $100.000 ↓ |              |               |                       |
| 2016                    | Zhang Kailin | Peng Shuai    | 6:1, 0:6, 4:2 Aufgabe |
| 2017                    | Zheng Saisai | Sarina Dijas  | 7:5, 6:4              |

### Doppel
| Jahr                    | Siegerinnen             | Finalgegnerinnen                      | Ergebnis           |
| ----------------------- | ----------------------- | ------------------------------------- | ------------------ |
| ↓ Kategorie: $50.000 ↓  |                         |                                       |                    |
| 2014                    | Han Xinyun Zhang Kailin | Varatchaya Wongteanchai Zhang Ling    | 6:4, 6:2           |
| ↓ Kategorie: $75.000 ↓  |                         |                                       |                    |
| 2015                    | Xu Yifan Zheng Saisai   | Yang Zhaoxuan Ye Qiuyu                | 7:5, 6:2           |
| ↓ Kategorie: $100.000 ↓ |                         |                                       |                    |
| 2016                    | Wang Yafan Zhang Kailin | Varatchaya Wongteanchai Yang Zhaoxuan | 6:73, 7:62, [10:1] |
| 2017                    | Han Yinyun Ye Yiuyu     | Prathana Thombare Xun Fangying        | 6:2, 7:5           |

## Quelle
- ITF Homepage